# Técnicas de aikidō
Las técnicas del aikidō se relacionan frecuentemente con la palabra waza 技 (que en japonés significa técnica, arte o habilidad). El entrenamiento en aikidō consta básicamente de dos compañeros que practican formas (kata) previamente establecidas de forma similar a una práctica en estilo libre. El compañero base (uke) es quien ataca primero y es también quien recibe la técnica de contrataque de tori. El 取り tori, o shite 仕手, (dependiendo del estilo de aikidō) también hace referencia a la palabra 投げ nage (cuando se aplica una técnica de proyección) y es este el que neutraliza el ataque del uke utilizando una técnica de proyección o sometimiento.
Ambas partes del entrenamiento, la que hace el uke y el tori,  se consideran esenciales para realizar las técnicas de aikidō. Ambos estudian principios acerca de cómo mezclarse y como adaptarse. Ser Tori te enseña a dirigir y controlar la energía para después atacar con ella, mientras que el uke enseña el estar tranquilo y ser flexible en las desventajas y situaciones que lo ponen fuera de balance por parte del tori. Este " recibir " de la técnica se conoce como ukemi. El Uke procura constancia para recuperar el equilibrio y cubrir las debilidades (por ejemplo, un lugar expuesto), mientras que el tori usa la posición que tiene y aprovecha el momento para mantener al uke vulnerable y fuera de balance. En entrenamientos más avanzados, el uke podrá aplicar técnicas de reversión (返し技kaeshi - waza ) Para recuperar el equilibrio y anclar o tirar al tori.

## La primera técnica, el aprender a caer o ukemi
El Ukemi (受身?) se refiere al acto de recibir una técnica. Ser un buen ukemi implica atención a la técnica, a la pareja y al entorno inmediato, esto lo convierte en un participante activo en lugar de un pasivo, quiere decir un " receptor " de las diferentes técnicas de Aikidō. La caída en sí es parte del aikidō ya que le enseña al practicante que recibe, como recibir y ser proyectado o inmobilizado sin ponerse en peligro, para que pueda retomar la posición de pie mediante un movimiento fluido. La persona que realiza una técnica debe tener en cuenta la "capacidad" 'ukemi' de su compañero, así como el espacio físico: paredes, armas (tantō, bokken, jo) en el tatami y las personas que se encuentren cerca de ellos.
El Uke debe atacar con una fuerza y velocidad de manera adecuada según el nivel de habilidad del tori; en el caso de los principiantes, esto significa que se debe realizar un ataque de menos gravedad que el que se haría si se encontrara en una situación de defensa en la vida real.

## Técnicas de entrenamiento tradicionales
Estos ejercicios en solitario o en parejas preparan el cuerpo de los participantes y asimismo hacen referencia a varias de las técnicas del arte. Algunos de estas son: 
- Ejercicio Barco-Remo (船漕運動 Funakogi Undō?)   / Remar (取り船 torifune ?)[2] este entrenamiento enseña a confiar en el movimiento de la cadera en lugar de la fuerza muscular en los brazos
- Primer ejercicio de enseñanza (一教運動 Ikkyo Undō?) Capacita a los estudiantes para entrar en un espacio con ambos brazos hacia adelante en la posición tegatana (手刀)
- Cambio en el cuerpo (体の変更 Tai no henko?) redirige a otro punto la energía de un ataque que esta por entrar
- Método de respiración Sentados  (座技り呼吸法 Suwariwaza kokyūhō?)   / Acción de respiracion (呼吸動作 Kokyūdōsa?) / Metodo de respiración desde el vientre (呼吸丹田方 Kokyūtandenhō?) es la respiración es importante en la ejecución de todas las técnicas. Aquí la "respiración" tiene un significado adicional que es el de "mezclarse con" o "de a acuerdo a", esto porque los esfuerzos del tori deben realizarse de acuerdo a la dirección y fuerza que puede aguantar el uke.

## Ataques iniciales
Las técnicas del aikidō son por lo general una defensa contra un ataque; por lo tanto, se deben practicar con una pareja, los estudiantes deben aprender a ofrecer diversos tipos de ataques. Aunque los ataques a mano vacía no son tan estudiados como en artes y deportes de combate que se basan en golpes como el karate-Do o el kickboxing. Los ataques "verdaderos" o "reales" (como un golpe fuerte y rápido, o un agarre firme para inmovilizar) son eventualmente necesarios para estudiar la aplicación correcta y eficaz de una técnica.
Muchos de los Ataques (打ち  uchi?) en aikidō se asocian a menudo con la técnica de la espada, la lanza, o puñal, lo que indica que en sus orígenes las técnicas estaban destinadas al combate armado. Otras técnicas, que parecen ser explícitamente golpes (tsuki), que se practican como si fueran estocadas realizadas con un cuchillo o la espada. En Aikidō las patadas son pocas y generalmente se mantienen por debajo de la cintura, y generalmente se reservan para variaciones en la técnica en los niveles superiores; esto porque una falla al recibir la técnica de luxación o lanzamiento es especialmente peligrosa para quien las ejecuta. (Nótese que las patadas altas no fueron comunes durante los combates con armadura en el Japón feudal, ni lo son hoy día en caso de una defensa personal real).
Algunos golpes básicos o atemi, son:
- Golpe arriba de la cara (正面打ち shōmen'uchi?) un golpe vertical con la mano en forma de espada o te-gatana hacia la cabeza. En el entrenamiento, este golpe va dirigido usualmente hacia la frente o a la corona por seguridad, pero en versiones más peligrosas de este ataque atacan el tabique de la nariz y al seno maxilar.
- Golpe hacia el lado de la cabeza (横面打ち yokomen'uchi?) este es un golpe diagonal como si fuera una espada hacia uno de los lados de la cabeza o hacia el cuello.
- Empuje hacia el pecho (胸突き mune-tsuki?) un golpe hacia el pecho. Algunos objetivos específicos incluyen el pecho, el abdomen y el plexo solar. Al igual que en los "empujes de medio nivel" (中段突き chūdan-tsuki?), y en "empujes directos" (直突き choku-tsuki?).
- Empuje hacia la cara (顔面突き ganmen-tsuki?) un golpe hacia la cara. Al igual que en los "empujes avanzados" (上段突き jōdan-tsuki?).

Los desarmes, dentro del entrenamiento avanzado con armas tradicionales o buki-waza, se clasifican en:
- Agarre a la espada (太刀取り tachitori ?) Esta técnica se utiliza mientras se es atacado con una espada o bokken de madera usualmente esta técnica es reservada para practicantes de niveles más altos.
- Agarre de cuchillo (短刀取り tantōtori ?) Mientras se es atacado con un tantō, usualmente uno de madera.
- Agarre de la persona armada (杖取り jōtori ?) Mientras se es atacado con un jō o lanza corta. Los ataques con armas tradicionales similares son llamados bōtori(棒取り) o tsuetori(杖取り)

Los principiantes practican regularmente técnicas sobre la base de agarres estáticos, esto porque es más seguro, y porque es más fácil sentir la energía y las líneas que dirigen la fuerza en un agarre que en un golpe. Algunos agarres se derivan de históricamente de los intentos de desarmar al guerrero samurai al permanecer firme mientras trataba de desenvainar su espada o Katana; asimismo una técnica puede ser utilizada después por el defensor para inmovilizar o derribar al atacante que trate de bloquear o agarrar al defensor.
Los agarres más usados en Aikido son:
- Agarre con una sola mano (片手取り katate-dori?) una sola mano agarra a una sola muñeca.
- Agarre con ambas manos (諸手取り morote-dori?) ambas manos agarran una sola muñeca. Al igual que en  " agarre doble con una sola mano " (片手両手取り katateryōte-dori?)
- Agarre de ambas manos (両手取り ryōte-dori?) ambas manos toman ambas muñecas. Al igual que en el "agarre doble con una sola mano" (両片手取り ryōkatate-dori?).
- Agarre de hombro (肩取り kata-dori?)  y  "Agarre de ambos hombros" o ryōkata-dori (両肩取り?). A veces se combinado con un ataque sobre la cabeza al igual que en el Ataque a la cara con agarre al hombro (肩取り面打ち kata-dori men-uchi?).
- Agarre de pecho (胸取り mune-dori o muna-dori?) agarrando el pecho o la ropa del mismo. Al igual que en el "Agarre al cuello" (襟取り eri-dori?).
- Inmovilización estrangulando por la retaguardia (後ろ裸絞 ushiro kubishime?)
- Agarre de ambos hombros por la retaguardia (後ろ両肩取り ushiro ryokatatori ?)
- Agarre de ambas muñecas por la retaguardia (後ろ手首取り ushiro tekubidori ?)

## Técnicas

Diagram of ikkyō, or "first technique". Yonkyō has a similar mechanism of action, although the upper hand grips the forearm rather than the elbow.

Si se consideraran todas técnicas del Aikidō y sus combinaciones tendríamos alrededor de 10,000 técnicas nombradas. Muchas de las técnicas se derivan del Daitō-ryū Aiki-jūjutsu, Pero muchas otras fueron desarrolladas por O- sensei Morihei Ueshiba. La terminología precisa para algunas técnicas puede variar entre organizaciones y estilos; los siguientes son los términos usados por la Fundación Aikikai. (Téngase en cuenta que a pesar de los nombres de las primeras cinco técnicas listadas, no son enseñadas universalmente en orden numérico.) Varias técnicas (por ejemplo la "caída" después de ser lanzado) también son compartidas con el judo, el cual puede considerarse como un "primo" del aikidō debido a que sus técnicas también provienen de varios estilos del Jūjutsu tradicional japonés.
- Primer enseñanza (一教 ikkyō?) ude osae (sujeción de brazo), esta se basa en el control del cuerpo del atacante colocando una mano en el codo y la otra mano cerca de la muñeca lo que obliga al uke  a ir hacia el suelo.[4] Este apretón también aplica presión en el nervio cubital en la muñeca.
- Segunda enseñanza  (二教 nikyō?) kote mawashi, consiste en una pronación de bloqueo a la muñeca que tuerce el brazo y aplica presión de forma dolorosa en el nervio. (Hay un aductor de bloqueo a la muñeca o bloqueo Z en la versión  ura.)
- Tercera enseñanza (三教 sankyō?) kote hineri, un bloqueo de muñeca rotacional  que dirige en forma de espiral hacia arriba ejerciendo tensión en todo el brazo, codo, y hombro.
- Cuarta enseñanza (四教 yonkyō?) kote osae, un control del hombro similar al ikkyō pero con ambas manos agarrando el antebrazo. Los nudillos (desde el lado de la palma)  se aplican al   nervio radial del receptor contra él periostio del hueso en el antebrazo.[5]
- Quinta enseñanza (五教 gokyō?) kama kote, visualmente es similar al   ikkyō, pero con un apretón invertido a la muñeca, rotación medial del brazo y del hombro ejerciendo presión hacia abajo en el codo. Se usa comúnmente ante un ataque descendente con el cuchillo u otras armas.
- Sexta enseñanza (六教 rokkyō?) también llamada Presión con llave de brazo al codo (肘極め押さえ  hiji kime osae?)
- Segunda enseñanza de torcedura de brazo (腕挫二教  ude hishigi nikkyo?) Esta es una llave de codo generalmente usada ante puñaladas o golpes rectos.
- Tiro de cuatro direcciones (四方投げ shihōnage?) La mano y el codo se doblan más allá del hombro bloqueando la articulación de este.
- Retorno del antebrazo (小手返し kotegaeshi?) una supinación con bloqueo a la muñeca que extiende el músculo extensor común de los dedos.
- Lanzamiento del aliento (呼吸投げ kokyūnage?) Este es un término usado vagamente para describir varios tipos de técnicas que no están relacionadas mecánicamente, aunque por lo general en estas técnicas no se utilizan bloqueos comunes como se usan en otras.[6]

Los diferentes tipos de kokyūnage incluyen:
ushironage  後ろ投げ el atacante cae de espaldas. Conocido como el Tai no henkō en Yoshinkan
tenkan tsugiashi   転換継ぎ足 girar sobre el eje de la retaguardia, posteriormente se da un paso hacia adelante
irimi tenkan   入身転換
irimi kaiten   入身回転
kiri otoshi 切り落し "caída con corte"
uki otoshi 浮き落とし "caída con flote"
maki otoshi 巻き落とし "caída con enrollamiento"
hajiki goshi はじき腰 “sacudiendo la cadera”
katahiki-otoshi 肩ひき落とし “tirando el hombro hacia abajo”
kata hiki hajiki goshi 肩ひきはじき腰 tirando los hombros sacudiendo la cadera
suri-otoshi すり落とし “golpe hacia abajo”
tsurikomi-goshi 釣込腰 “elevación tirando de la cadera”
tsuri-goshi 釣腰 “tirando de la cadera”
kote-hineri koshi-nage 小手捻り腰投げ “ proyección de cadera con giro del antebrazo”
- Lanzamiento de entrada (入身投げ iriminage?)  Son lanzamientos en los que el nage se mueve a través del espacio ocupado por el uke.
- Lanzamiento de cielo y tierra (天地投げ tenchinage?) empezando con ryōte-dori; avanzando hacia adelante, el nage entra barriendo con una mano por abajo  ("tierra") y la otra por arriba ("cielo"), esto desbalancea al uke para así poderlo derribar fácilmente.
- Lanzamiento de cadera (腰投げ koshinage?) Esta es la versión de aikido en base al lanzamiento de cadera. El  Nage tira su cadera más abajo que la del uke, después gira al uke sobre el fulcro resultante utilizándolo como una palanca.
- Lanzamiento de la figura diez (十字投げ jūjinage?) o  enredo de la figura diez (十字絡み jūjigarami?) Este es un tiro que bloquea el brazo contra el otro (El kanji para "10" es una forma de cruz: 十).[9]
- Tiro giratorio (回転投げ kaitennage?)El nage dirige el brazo del uke hacia atrás hasta que se bloquee la articulación del hombro, a continuación utiliza presión hacia adelante para derribarlo.[10]
- Caída de esquina  ( 隅落 'Sumi otoshi'?)
- Enredo de brazo (腕絡み  udegarami?)
- Caída de hombro ( 背負落 'Seoi otoshi'?)
- Caída de cuerpo ( 体落 'Tai otoshi'?)
- Cadera grande  ( 大腰 'O goshi'?)
- Rueda de hombro (肩車 'Kata guruma'?)

### Terminología del Aikido Yoshinkan
La escuela de Yoshinkan retiene estos términos derivados del (Daitō-ryū Aiki-jūjutsu) para enumerar el "primero" a través de "cuatro" técnicas:
1. 一ケ条 Ikkajo
2. 二ケ条 Nikajo
3. 三ケ条 Sankajo
4. 四ケ条 Yonkajo

## Fundamentos

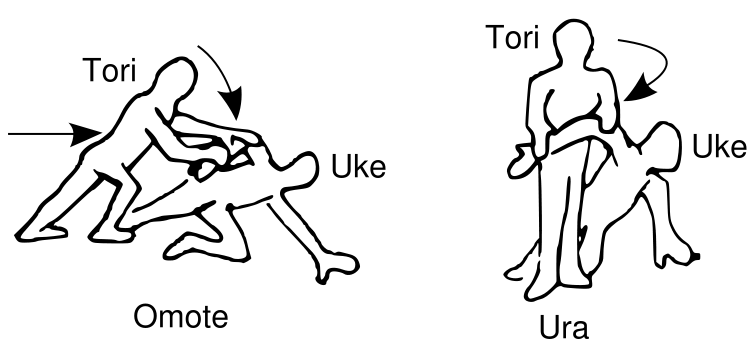
El siguiente diagrama muestra dos versiones de la técnica ikkyō: una moviéndose hacia adelante (la versión omote) y la otra moviéndose hacia atrás (la versión ura). Vea el texto para más detalles.

El aikidō hace uso del movimiento de cuerpo (tai sabaki) para salir de la línea de ataque, desequilibrar e integrarse con el uke, con el fin de neutralizarle. Por ejemplo, una técnica de "entrar en el espacio" (irimi) consiste en realizar movimientos frente al uke, mientras que las técnicas de "giro" (転換 tenkan?) usan movimientos en torno a giros sobre su eje.
Adicionalmente, una técnica de "hacia adentro" (内 uchi?) toma lugar enfrente del  uke, mientras que una técnica de "hacia afuera" (外 soto?) toma lugar a su lado; una técnica de "enfrente" (表 omote?)es aplicada con movimiento hacia enfrente del uke,y una versión de "retaguardia" (裏 ura?) es aplicada con movimientos hacia la retaguardia del uke, usualmente se usan para incorporarse con vueltas y giros sobre su eje. Finalmente, muchas técnicas pueden ser realizadas mientras se está en la postura de sentado (seiza).  Ambas técnicas de sentado para el uke y el nage  son llamadas suwari-waza, y las técnicas realizadas con el uke  parado y el nage sentado son llamadas hanmi handachi.
Así, tenemos que con menos de 20 técnicas básicas, hay miles de variantes posibles. Por instancia, ikkyō  puede ser aplicado a un oponente moviéndolo hacia enfrente con un golpe (aunque hay un tipo de movimiento ura para redirigir la fuerza que viene), o hacia un oponente que sea golpeado y ahora se está moviendo hacia atrás para restablecer su distancia (a pesar de una versión omote-waza).  Específicamente las katas de aikido son referidas típicamente a la fórmula para realizar "técnicas de ataque (-modificador)". Por instancia, katate-dori ikkyō se refiere a cualquier técnica ejecutada con  ikkyō cuando el uke está agarrando una muñeca. Esto puede referirse adicionalmente a katate-dori ikkyō omote, refiriéndose a cualquier técnica de movimiento frontal ikkyō de dicho agarre.
Atemi (当て身) son golpes (o fintas) utilizadas durante una técnica de aikidō. Algunos ven el atemi como un ataque en contra de los "puntos vitales" del cuerpo causando un daño significativo en dichos puntos y a ellos mismos. Por ejemplo, Gōzō Shioda fue descrito usando atemi en una riña contra unos maleantes derribando rápidamente al líder de la pandilla. Otros consideran el  atemi, como una técnica dirigida especialmente hacia la cara, para ser métodos de distracción para desarrollar así otras técnicas. Un golpe, si es o no bloqueado, puede confundirlo y romper con la concentración del enemigo. El objetivo se desbalancea intentando detener el golpe, por ejemplo con una sacudida por detrás de la cabeza lo que puede permitir un lanzamiento sencillo.
Muchos comentarios sobre el atemi se atribuyen a Morihei Ueshiba, quien los consideró un elemento esencial para la técnica.